# カール13世 (スウェーデン王)
カール13世（カール13せい、スウェーデン語: Karl XIII, 1748年10月7日 - 1818年2月5日）は、ホルシュタイン＝ゴットルプ朝最後のスウェーデン王（在位：1809年 - 1818年）。ノルウェー王としてはカール2世（在位：1814年 - 1818年）。スウェーデン王アドルフ・フレドリクの子でグスタフ3世の弟。母は、プロイセン王女ロヴィーサ・ウルリカ。

## 生涯

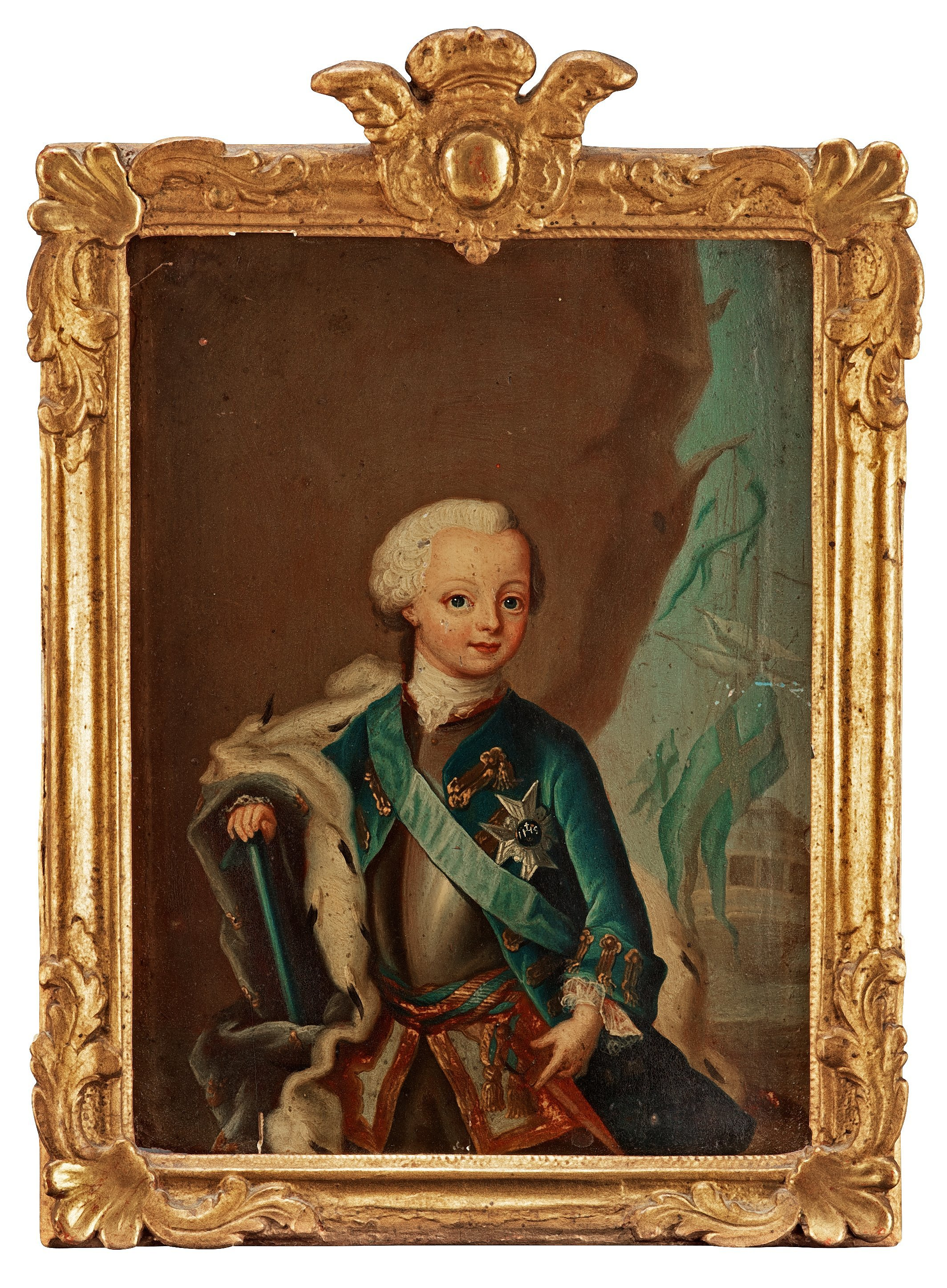
ウルリカ・パッシュによる肖像画、1758年。

スウェーデン王アドルフ・フレドリクとプロイセン王女ロヴィーサ・ウルリカの次男として、1748年10月7日にストックホルムで生まれた。

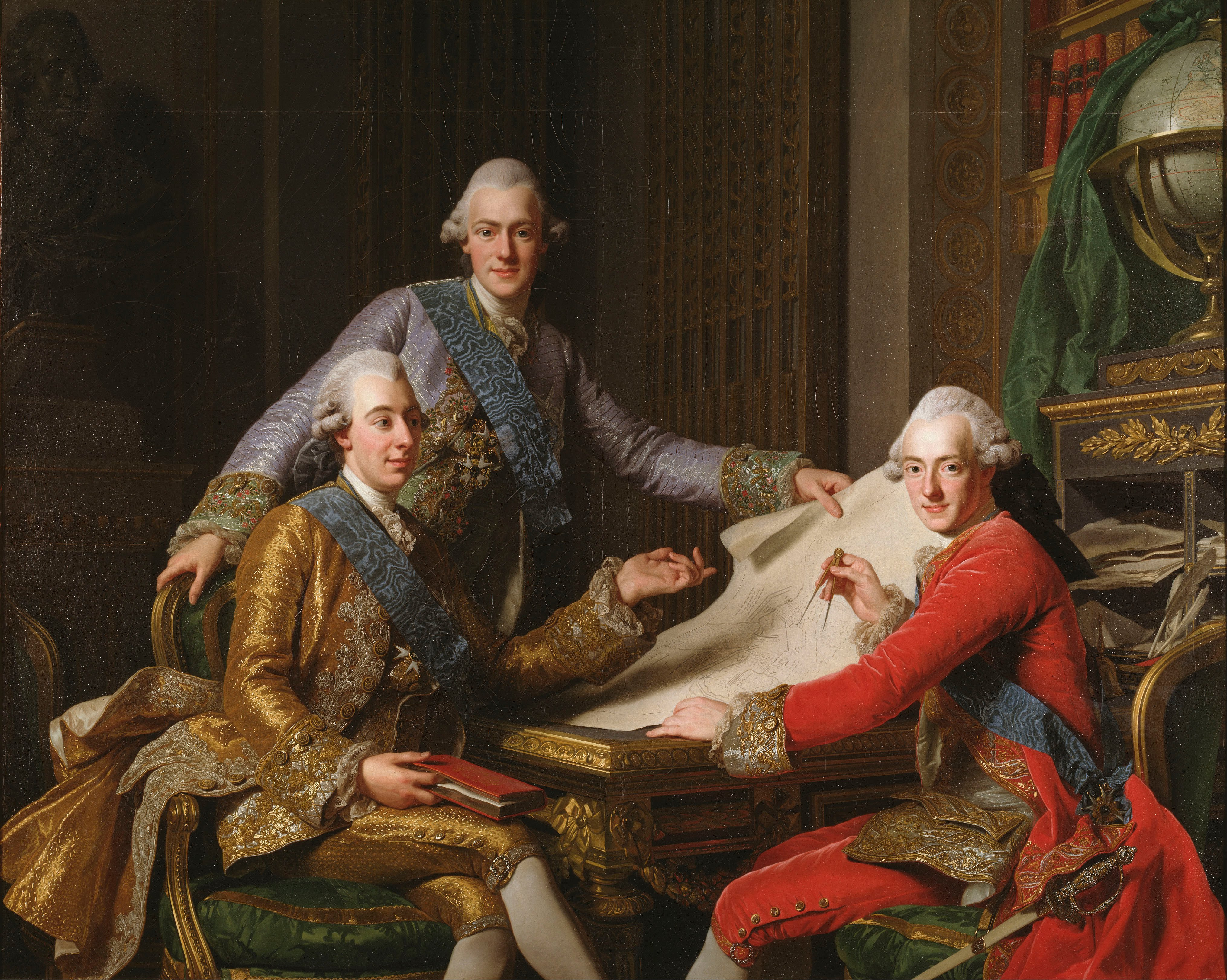
カール（右）、兄グスタフ3世（左）と弟フレドリク・アドルフ。アレクサンドル・ロスラン画、1771年。

1772年、兄グスタフ3世のクーデターに協力した。1788年にロシア・スウェーデン戦争が勃発すると、スウェーデン海軍の提督として指揮を執り、1788年6月17日のフーグランドの海戦と1789年7月26日のオーランドの海戦で戦功を挙げた。
1792年にグスタフ3世が暗殺されると、その息子であるグスタフ4世アドルフがスウェーデン王に即位した。このときまでにセーデルマンランド公爵に叙されたカールは摂政を務めたが、実際に政権を握ったのはグスタフ・アドルフ・ロイターホルムだった。1796年11月にグスタフ4世アドルフが親政すると、カールは影響力を失った。
ナポレオン戦争中の1809年3月13日にグスタフ4世アドルフが廃位されると、カールはまず摂政に選出され、ついでカール13世としてスウェーデン王に即位したが、カールはこのときまでに弱っており、1810年にジャン＝バティスト・ジュール・ベルナドットがスウェーデンに上陸するとカール13世に代わってスウェーデンを統治した。同年、カールは軍事力回復のため、医学研究の重要性を痛感し、カロリンスカ研究所を設立した。
1814年にスウェーデン＝ノルウェーの連合が成立すると、カール13世はノルウェー王にも即位した。
1818年2月5日に死去、ベルナドットがカール14世ヨハンとしてスウェーデン王に即位した。

## 家族
王妃ヘートヴィヒ・エリーザベトとの間に息子カール・アドルフをもうけたが、カール・アドルフは1798年に夭折した。

## 人物
フリーメイソンだった。プロテスタントのフリーメイソンのみが叙されるスウェーデンの騎士団カール13世騎士団を創設した。
カールは依存しがちで他人の影響を受けやすい人物だったと言われている。多くの女性と浮名を流し、放蕩者と噂された。カールの愛人としては、アウグスタ・フォン・フェルセン、シャルロッテ・エッカーマン、フランソワーズ＝エレオノール・ヴィラン、マリアナ・コスカルやシャルロッテ・スロッツベリが有名で、このうちスロッツベリは政治にも口出ししていると噂されていた。マグダレーナ・ルーデンショルドにも言い寄ったが断られ、これが理由で後にマグダレーナがアルムフェルトの陰謀に加担した際の刑罰が苛酷なものになったと言われている。